# Estampille (menuiserie)

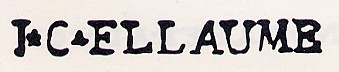
Estampille du maître ébéniste Jean-Charles Ellaume. Paris 1754.

Pour les articles homonymes, voir estampille.
L'estampille est la marque qu'apposent les menuisiers ébénistes sur les meubles de leurs créations. C'était une obligation légale et non une marque de qualité. 
Par extension, se dit aussi d'un meuble ancien sur lequel le créateur a signé pour prouver qu'il en est l'auteur.
En France les menuisiers avaient le monopole de la fabrication de meuble tandis que les tapissiers avaient celui de la commercialisation. C'est à la suite de nombreux procès opposant les tapissiers aux maîtres menuisiers que le 5 décembre 1637, le parlement de Paris ordonne que chaque maître menuisier sera tenu de marquer chacun de ses ouvrages de sa marque personnelle. Une copie de cette marque apposée sur une tablette de plomb restera chez le procureur général de Chastellet.
L'origine de l'estampille vient donc de la volonté des ébénistes de préserver leur monopole mais aussi un moyen de se faire connaître en évitant les intermédiaires. 
Pourtant il faut attendre la Régence pour voir son usage se propager. C'est aussi à cette époque qu'apparaissent les estampilles abréviatives. Comme LSP pour Louis-Simon Painsun ou IDF pour Jean-David Fontanier.
En 1743, c'est la constitution de la Jurande des maîtres Menuisiers ébénistes dont l'estampille de contrôle J-M-E- sera apposée au côté de la marque personnelle de l'ébéniste faisant partie de la communauté.
Parfois, l'estampille peut se passer de père en fils sans subir de modification.
La suppression de l'obligation d'estampiller correspond à la suppression de la jurande en 1790. Pourtant, sous le Directoire, certains menuisiers réestampillent leurs ouvrages.
L'estampille est souvent apposée sous le meuble ou bien en sa partie basse, très souvent sur les parties jointives comme les angles.